# Àngels Bassas Gironès
Àngels Bassas Gironès (Figueres, Alt Empordà, 3 d'agost de 1971) és una actriu catalana, escriptora i docent d’Arts Escèniques.
És llicenciada en Art Dramàtic per l'Institut del Teatre de Barcelona, amb Premi Extraordinari, i Màster en Humanitats: Art, Literatura i Cultura Contemporània (UOC 2023).
Com a actriu, fa més de trenta anys que és als escenaris, amb una extensa trajectòria com a actriu en el món teatral on ha treballat amb els millors directors i directores de renom del país. Ha treballat també en cinema i l'hem vist en múltiples sèries de televisió.
Entre d'altres premis, ha obtingut el Premi de la Crítica en dues ocasions pel seu treball a Amfitrió, de Molière, i a La Senyoreta Júlia, de Strindberg. El 2005 obté el Premi Max de las Artes Escénicas a la Millor Actriu de repartiment per la seva interpretació de Goneril, a El rei Lear. També el 2017 obté el Premio Oriana de Cinema per la seva interpretació a la pel·lícula Pàtria.
També és narradora d'àudiollibres, presentadora d'actes, conferenciant i articulista.

## Activitat literària
El març del 2013 comença a publicar els contes infantils de la sèrie Patatu. El 2014 n'escriu també la versió teatral, fent-ne una adaptació per a espectacle musical familiar, produït per Viu el teatre, i estrenat al Teatre Romea, on fa dues temporades i gira. Més endavant comença a publicar els següents llibres de narrativa per a adults. El 2015 queda Finalista del Premi Pla de Literatura, amb la novel·la Dona't , que es publica l'any següent, el 2016, amb l'Editorial Edicions 62. El 2018 publica el recull de relats La vida té aquestes coses, també publicada per Edicions 62. El 2019 publica el conte infantil La Maleta de la memòria, amb Salvador Macip. El 2022 publica la seva tercera novel·la, Doble vida, publicada per l’editorial Columna i escrita a quatre mans amb Salvador Macip. I el mateix 2022 treu el llibre Fem teatre/ Hacemos teatro, (La Galera), un llibre àlbum il·lustrat per a nens i nenes, sobre les Arts Escèniques. Paral·lelament també escriu articles en diferents mitjans de comunicació: Entreacte a la revista Ítaca Eòlia, La Llança

## Obra
```
Actriu
```

### Filmografia
- El joc del penjat (2008)
- Negro Buenos Aires (2010)
- Catalunya über alles! (2011)
- Pàtria (2017)
- La dona il·legal (2020)
- Entre las piernas (1999)

### Sèries de televisió
- Sicilia sense morts. IB3 i TV3
- Sitges (1996−1997), sèrie de televisió
- Temps de silenci (2001−2002), sèrie de televisió
- El cor de la ciutat (2002−2005), sèrie de televisió
- El Internado (2007), sèrie de televisió
- Punta Escarlata (2011), sèrie de televisió
- Cuéntame cómo pasó (2011−2013), sèrie de televisió. TVE
- Olor de colònia (2012), minisèrie de televisió
- Muffy (2012)
- Naüt (2013)

### Teatre
Ha actuat amb les companyies Compañía Nacional de Teatro Clásico, Cia del Romea, Centre Dramàtic de Catalunya, Cia del Teatre Lliure, Teatre Nacional de Catalunya o Sala Beckett, entre d'altres. Porta més de trenta anys als escenaris. Durant anys, va ser membre i actriu vinculada a la companyia estable del Teatre Romea, sota la direcció artística de Calixto Bieito.
```
Escriptora
```

### Novel·la
- Doble vida. Columna. 2022. Novel·la.
- Dona't. Barcelona: Edicions 62, 2016.[8] Finalista del Premi Pla de Literatura 2015

- La vida té aquestes coses. Llibre de relats. Barcelona: Edicions 62, 2018.

### Literatura Infantil
- Patatu: Els contes d'en Patatu. Barcelona, La Galera, 2013. (Número 1)
- Patatu: La Flauta gegant. Barcelona, La Galera, 2013. (Número 2)
- Patatu: Un ratolí en el piano. Barcelona, La Galera, 2013. (Número 3)
- Patatu: Panys, castells i enxanetes. Barcelona, La Galera, 2013. (Número 4)
- Patatu: La fada buixa Llumeneta. Barcelona, La Galera, 2013. (Número 5)
- Patatu: L'avaria del tractor. Barcelona, La Galera, 2013. (Número 6)
- Patatu: La pinya pinyonera. Barcelona, La Galera, 2014. (Número 7)
- Patatu: El fals sol. Barcelona, La Galera, 2014. (Número 8)
- Fem Teatre (La Galera) 2022
- La maleta de la memòria. Barcelona: Cruïlla, 2019.